# 5578 Takakura
5578 Takakura este un asteroid din centura principală de asteroizi.

## Descriere
5578 Takakura este un asteroid din centura principală de asteroizi. A fost descoperit pe 28 ianuarie 1987 la Ojima de Tsuneo Niijima și Takeshi Urata. El prezintă o orbită caracterizată de o semiaxă mare de 2,91 ua, o excentricitate de 0,08 și o înclinație de 2,0° în raport cu ecliptica.